# Богданович
Богданович (на руски: Богданович) е град в Свердловска област, Русия. Населението на града към 1 януари 2018 година е 29 241 души.

## История
За пръв път селището е основано през 1885 година, през 1947 година получава статут на град.